# Тайная прогулка
«Та́йная прогу́лка» — советский военно-драматический художественный фильм режиссёра Валерия Михайловского, снятый в 1985 году. Повествует о дружбе народов Советского Союза и их совместном подвиге в годы Великой Отечественной войны (1941—1945).
Приурочен к 40-летию Победы Красной армии и советского народа над нацистской Германией в Великой Отечественной войне.
Премьера фильма состоялась в августе 1985 года.

## Сюжет
16 августа 1942 года. Идёт Великая Отечественная война. По плану советского командования Западного фронта через линию фронта должен быть переправлен разведчик, которому в Берлине предстоит выйти на военачальника Третьего рейха, генерала Йозефа фон Гёрлица из генерального штаба вермахта, известного своей оппозицией Гитлеру, и передать ему письмо от его внука, обер-лейтенанта вермахта Макса фон Гёрлица, накануне захваченного в плен советскими войсками.
Для перехода через линию фронта формируется разведывательный отряд, в состав которого входят бойцы Красной армии из разных республик Советского Союза. Среди них — рядовой Зарлык Сманов, киргиз, уроженец аила Мураке. Разведчики ждут «важное лицо», которое им предстоит перебросить в означенное место в тылу врага, а пока гадают, кто бы это мог быть.
И вот «важное лицо» прибывает. Бойцы видят красавицу с литовским именем Ниёле. Ранее она жила в Берлине, свободно владеет немецким языком. Именно она через берлинских знакомых должна будет внедриться в среду немецкого генералитета.
По пути к месту, где Ниёле должны ждать советские разведчики-нелегалы, отряд неоднократно вступает в бой, теряя своих бойцов одного за другим. В живых остаются только двое: Зарлык Сманов и Павел Зайцев. Они доводят Ниёле до места назначения на шоссе, где её уже ждёт немецкий автомобиль.
В ожидании Ниёле советские разведчики второй день «чинят» этот автомобиль, что привлекает внимание проезжающих мимо на мотоциклах фельджандармов. В схватке с ними Зарлык и Паша погибают, но благодаря их действиям Ниёле вместе с ожидающими её разведчиками, переодетыми в немецкую военную форму, успевают скрыться…

## В ролях
- Мирдза Мартинсоне — Ниёле, разведчик Красной армии с позывным «Беркут», литовка
- Мурат Мамбетов — Зарлык Сманов, разведчик, рядовой Красной армии, киргиз из аила Мураке
- Сергей Варчук — Николай Арефьев, разведчик, лейтенант Красной армии, командир взвода
- Андрей Подошьян — Артём Чапарьян («Чапа»), разведчик, рядовой Красной армии (озвучивает Алексей Золотницкий)
- Андрей Троицкий — Паша Зайцев, разведчик, рядовой Красной армии
- Владимир Шихов — Анатолий Чуйков, разведчик, рядовой Красной армии
- Михаил Розанов — Валентин Белоногов, разведчик, старшина Красной армии
- Кирилл Лавров — Валерий Степанович, начальник разведки, офицер Красной армии
- Борис Новиков — дед Игнат
- Геннадий Фролов — Кириллов, младший лейтенант Красной армии, заместитель Арефьева
- Иван Агафонов — Николай Иванович, генерал Красной армии
- Даниил Нетребин — Кудинов (Степаныч)
- Артем Иноземцев — возница
- Сергей Самойлов — Краснощёков, разведчик, рядовой Красной армии
- Виктор Мамаев — Васька-полицай
- Иван Екатериничев — Афанасий
- Юозас Ригертас — Витас
- Александр Яцко — Макс фон Гёрлиц, обер-лейтенант вермахта, внук генерала Йозефа фон Гёрлица из генерального штаба вермахта
- Игорь Класс — офицер фельджандармерии Третьего рейха
- Иван Мацкевич — советский партизан-проводник
- Надежда Новикова — жена Игната
- Ян Янакиев — немецкий интендант
- Игорь Кашинцев — немец
- Георгий Клюев
- Сергей Санников — эпизод

## Съёмочная группа
- Сценаристы: Ефим Клейнер (Ефим Клёнов), Шаршен Усубалиев
- Режиссёр: Валерий Михайловский
- Оператор: Борис Середин
- Художник: Марк Горелик
- Композитор: Вениамин Баснер
- Текст песен: Михаила Матусовского
- Исполнение песен: Николай Караченцов
- Производство: «Центральная киностудия детских и юношеских фильмов имени М. Горького» («Второе творческое объединение»)